# 극동 클럽 축구 선수권 대회
극동 클럽 축구 선수권 대회(영어: Far East Club Championship, 일본어: 極東クラブ選手権, 중국어: 远东俱乐部足球锦标赛)는 1998년 2월 17일부터 2월 23일까지 중국 상하이에서 열린 국제 클럽 축구 대회이다.

## 역사
1996년 6월 1일에 대한민국과 일본이 2002년 FIFA 월드컵 공동 개최국으로 결정됨에 따라 정몽준 대한축구협회 회장이 UEFA 챔피언스리그를 모델로 한 국제 클럽 대항전 창설을 구상했다. 정몽준 회장은 대한민국, 일본, 중국, 조선민주주의인민공화국 4개국의 축구 클럽들이 참가하여 리그전, 토너먼트전을 통해 우승 팀을 결정하는 방식을 가진 대회를 상설 운영할 것을 제안했다. 원래는 대한민국, 조선민주주의인민공화국, 일본, 중국, 홍콩, 대만, 러시아 7개국의 축구 클럽이 참가할 계획이었으나 대만은 중국의 반대로 인하여 참가 대상에서 제외되었으며 조선민주주의인민공화국은 대한축구협회의 대회 참가 요청에 소극적인 입장을 표명하면서 참가 대상에서 제외되었다.
1996년 말부터 1997년 중반까지 대한민국, 일본, 중국, 홍콩, 러시아 5개국 축구 협회 간의 실무자 회의가 4차례에 걸쳐 진행되었다. 처음에는 UEFA 챔피언스리그와 같이 각국 프로 축구 리그 4~5개 팀이 참가하는 홈 앤 어웨이 방식으로 진행할 계획이었으나 대회 스폰서 문제로 인하여 단일 리그전 형식으로 변경되었다. 1998년 2월에 중국 상하이에서 제1회 대회가 개최되었으며 러시아의 로토르 볼고그라드가 우승을 차지했다. 1999년에는 일본 요코하마에서 제2회 대회가 열릴 예정이었으나 재정 문제로 인하여 취소되었다.

## 참가 팀
| 클럽              | 소속 국가 | 참가 자격                       |
| ----------------- | --------- | ------------------------------- |
| 다롄 완다         | 중국      | 중국 슈퍼리그 1997 우승         |
| 상하이 선화       | 중국      | 중국 슈퍼리그 1997 준우승       |
| 주빌로 이와타     | 일본      | J리그 1997 우승                 |
| 부산 대우 로얄즈  | 대한민국  | K리그 1997 우승                 |
| 사우스 차이나     | 홍콩      | 홍콩 1부 리그 1996-97 우승      |
| 로토르 볼고그라드 | 러시아    | 러시아 프리미어리그 1997 준우승 |

## 경기 결과

### A조
| 팀            | 경기 | 승 | 무 | 패 | 득 | 실 | 차 | 승점 |
| ------------- | ---- | -- | -- | -- | -- | -- | -- | ---- |
| 다롄 완다     | 2    | 2  | 0  | 0  | 5  | 2  | +3 | 6    |
| 주빌로 이와타 | 2    | 1  | 0  | 1  | 4  | 4  | 0  | 3    |
| 사우스 차이나 | 2    | 0  | 0  | 2  | 4  | 7  | -3 | 0    |

| 주빌로 이와타 | 4 : 2 | 사우스 차이나 |
| ------------- | ----- | ------------- |
|               |       |               |

| 다롄 완다 | 3 : 2 | 사우스 차이나 |
| --------- | ----- | ------------- |
|           |       |               |

| 다롄 완다 | 2 : 0 | 주빌로 이와타 |
| --------- | ----- | ------------- |
|           |       |               |

### B조
| 팀                | 경기 | 승 | 무 | 패 | 득 | 실 | 차 | 승점 |
| ----------------- | ---- | -- | -- | -- | -- | -- | -- | ---- |
| 로토르 볼고그라드 | 2    | 1  | 0  | 1  | 4  | 4  | 0  | 3    |
| 상하이 선화       | 2    | 1  | 0  | 1  | 4  | 4  | 0  | 3    |
| 부산 대우 로얄즈  | 2    | 1  | 0  | 1  | 1  | 1  | 0  | 3    |

- 로토르 볼고그라드는 승점, 골득실, 다득점에서 상하이 선화와 동률을 이루었지만 승자승 원칙에 따라 결승전에 진출했다.

| 상하이 선화 | 3 : 4 | 로토르 볼고그라드 |
| ----------- | ----- | ----------------- |
|             |       |                   |

| 부산 대우 로얄즈 | 1 : 0 | 로토르 볼고그라드 |
| ---------------- | ----- | ----------------- |
|                  |       |                   |

| 부산 대우 로얄즈 | 0 : 1 | 상하이 선화 |
| ---------------- | ----- | ----------- |
|                  |       |             |

### 3·4위전
| 주빌로 이와타 | 2 : 0 | 상하이 선화 |
| ------------- | ----- | ----------- |
|               |       |             |

### 결승전
| 다롄 완다 | 2 : 3 | 로토르 볼고그라드 |
| --------- | ----- | ----------------- |
|           |       |                   |

## 우승
| 극동 클럽 축구 선수권 대회 우승 팀 |
| ---------------------------------- |
| 로토르 볼고그라드                  |